# Tomasso Petto
Tommaso «The Ox» Petto (1879-1905) fue un mafioso de Nueva York y sicario de la familia Morello durante los primeros años del siglo XX.
Nacido hacia 1879, Petto vivió en Williamsburg, Brooklyn. Era apodado "The Ox" ("El Buey") por el gran tamaño de su cabeza y su enorme complexión. Petto trabajaba como planchador de trajes, aunque en realidad trabajaba para la familia Morello, un clan siciliano que operaba en Manhattan, famoso por asesinar a sus rivales, meterlos en barriles y dejarlos diseminados por toda las esquinas de la ciudad.
El 15 de abril de 1903, tras una violenta disputa con detectives del NYPD, Petto fue arrestado por el asesinato de Benedetto Madonia. La policía encontró entre las pertenencias de Petto una papeleta de empeño a nombre de Madonia. Petto fue procesado y encarcelado en la New York City Central Jail, conocida como “The Tombs” (Las Tumbas), a la espera de juicio. Sin embargo, los funcionarios liberaron a Petto por error y este desapareció de Nueva York, trasladándose a Pensilvania. Allí trabajaría para una banda de la Mano Negra en Scranton. En agosto de 1904, un testigo relacionó a Petto con el secuestro de Vito Laduca, miembro de la familia Morello, pero no se presentaron cargos.
En 1905, Tommaso Petto fue apuñalado hasta la muerte a las puertas de su domicilio, en Wilkes-Barre, Pensilvania. Se contaron hasta 62 heridas de arma blanca en su cuerpo. Se especuló que el asesino fue Giuseppe de Primo, un tendero de Nueva York y cuñado de Madonia que había ayudado a la familia Morello a distribuir dinero falso. Sin embargo, no hubo ningún arresto por el asesinato de Petto y jamás se encontró al asesino.